# Symphonie no 20 de Mozart
Pour les articles homonymes, voir Symphonie no 20.
La Symphonie no 20 en ré majeur KV 133 est une symphonie de Mozart, composée à Salzbourg en juillet 1772, alors qu'il avait seize ans et demi.

## Instrumentation
| Instrumentation de la symphonie no 20                                |
| Cordes                                                               |
| premiers violons, seconds violons, altos, violoncelles, contrebasses |
| Bois                                                                 |
| 1 flûte, 2 hautbois                                                  |
| Cuivres                                                              |
| 2 cors en ré, 2 trompettes en ré                                     |

## Structure
La symphonie comprend 4 mouvements.
1. Allegro, à , en ré majeur, 182 mesures, deux parties répétées 2 fois
2. Andante, à 
, en la majeur, 104 mesures, deux parties répétées 2 fois
3. Menuet et trio, à 
, en ré majeur (trio en sol majeur), 28 + 30 mesures
4. Allegro, à 
, en ré majeur, 100 mesures

Durée : environ 21 minutes
L'Allegro est écrit en forme sonate. Il est divisé en deux parties répétées deux fois : la première partie (mesures 1 à 78) se termine sur un accord de la mineur. La seconde partie (mesures 79 à 182) se termine sur un accord de ré majeur.
L'Andante est divisé en deux parties répétées deux fois : la première partie comprend les mesures 1 à 45, la seconde partie les mesures 46 à 104. L'orchestre est réduit à une flûte qui double à l'octave les premiers violons. Les violons jouent avec des sourdines et les basses jouent en pizzicati.
L'Allegro final est divisé en deux parties répétées deux fois : la première partie comprend les mesures 1 à 39, la seconde partie les mesures 40 à 100.

Introduction de l'Allegro :
La lecture audio n'est pas prise en charge dans votre navigateur. Vous pouvez télécharger le fichier audio.
Introduction de l'Andante :
La lecture audio n'est pas prise en charge dans votre navigateur. Vous pouvez télécharger le fichier audio.
Première reprise du Menuet :
La lecture audio n'est pas prise en charge dans votre navigateur. Vous pouvez télécharger le fichier audio.
Première reprise du Trio :
La lecture audio n'est pas prise en charge dans votre navigateur. Vous pouvez télécharger le fichier audio.
Introduction de l'Allegro final :
La lecture audio n'est pas prise en charge dans votre navigateur. Vous pouvez télécharger le fichier audio.